# NGC 4238
NGC 4238 ist eine spiralförmige Radiogalaxie mit ausgedehnten Sternentstehungsgebieten vom Hubble-Typ Scd im Sternbild Drache am Nordsternhimmel. Sie ist schätzungsweise 129 Millionen Lichtjahre von der Milchstraße entfernt und hat einen Durchmesser von etwa 70.000 Lichtjahren. Vom Sonnensystem aus entfernt sich die Galaxie mit einer errechneten Radialgeschwindigkeit von näherungsweise 2.800 Kilometern pro Sekunde.
Im selben Himmelsareal befinden sich unter anderem die Galaxien NGC 4205, PGC 2653001, PGC 2655758, PGC 2658853.
Das Objekt wurde am 20. März 1790 von Wilhelm Herschel entdeckt.